# Музей Зайнаб Биишевой
Музей Зайнаб Биишевой —  литературный дом-музей известного народного писателя, первой женщины, написавшей эпическую трилогию, лауреата премии С. Юлаева – Зайнаб Абдулловны Биишевой.. Дом-музей открыт в родной деревне писателя Туембетово Кугарчинского района Башкортостана.

## История и описание музея
3. Биишева является первой башкирской женщиной – поэтессой и драматургом.  Она является единственной писательницей, написавшей трилогию на башкирском языке и несомненно остается самой читаемой и почитаемой писательницей в республике и за её пределами. 
Музей создан с целью увековечения имени народного писателя РБ З.А. Биишевой на основании постановления кабинета Министров Республики Башкортостан от 26.08.1997 года. 
Кабинет Министров РБ поручил Министерству культуры РБ совместно с Министерством народного образования РБ, Союзом писателей РБ и администрацией Кугарчинского района создать до 2000 г Дом-музей 3.Биишевой в деревне Туембетово Кугарчинского района Башкортостана.
Было построено уникальное двухэтажное здание.  Архитекторы здания Р. Авсахов и Н. Галиев. Художники Национального музея РБ выполнили художественно-оформительскую часть работы.
Музейный фонд расположился на втором этаже здания. Музей открыт 26 декабря 1998 года.
В музее хранятся экспонаты такие как, буклеты, рукописи, редкие фотографии, письма, книга, аудио- и видеозаписи, представляющие весь жизненный и творческий  путь народного писателя.

На экспозициях отражены различные моменты жизни Биишевой: студенческие годы в Оренбургском башкирском педагогическом техникуме, годы войны, среди писателей, среди односельчан, среди учащихся и т.д.
Зайнаб Биишева оставила после себя огромное литературное наследие.  В республике  Башкортостан учреждена ежегодная молодежная премия им. 3.Биишевой за лучшее произведение в области литературы и искусства.